# ساینس (شبکه تلویزیونی)
سایِنس (Science) (به فارسی: علم) یک شبکه دیجیتالی کابلی آمریکایی و شبکه تلویزیونی ماهواره‌ای است که توسط ارتباطات دیسکاوری تشکیل شد.